# Conchata Ferrell
Conchata Galen Ferrell (28 de març de 1943 - 12 d'octubre de 2020) va ser una actriu estatunidenca. Tot i que formava part del repartiment habitual de cinc sèries de televisió, era coneguda sobretot per interpretar a Berta, la mestressa de casa de les dotze temporades de la sitcom Two and a Half Men. Per la seva interpretació com a Berta, va rebre dues nominacions al Primetime Emmy Award com a millor actriu secundària en una sèrie de comèdia (el 2005 i el 2007). Aquests es van afegir a una nominació anterior com a actriu secundària destacada en una sèrie dramàtica per la seva interpretació a L.A. Law (1992).